# Massa San Nicola
Massa San Nicola (o Massa San Nicolò) è una frazione della VI circoscrizione del Comune di Messina, distante circa 16 km a Nord del centro cittadino.
Situata lungo la Strada Provinciale nº45 "delle Masse" che da Faro Superiore porta a Castanea delle Furie, tra Massa Santa Lucia e Massa San Giorgio, delle quattro "Masse" è la più piccola.

## Toponimo
Il suo nome deriva da "masseria", che sta ad indicare un vasto podere con fabbricato e servizi, mentre il toponimo "San Nicolò" fu aggiunto per distinguerlo dalle altre tre "Masse" omonime.

## Storia
Facente parte di un vasto latifondo di proprietà della Curia messinese, le sue origini certe sono datate attorno al XVIII secolo.
La presenza di una chiesetta medievale ai margini del centro che insiste su un edificio più antico, ridotta allo stato di rudere ed individuata come chiesa di Santa Maria de Scalis, mostra scarni apparati decorativi databili al XV secolo suggerendo una datazione più antica.
L'attività prevalente era quella agricola, con particolare riguardo agli agrumi e all'estrazione delle essenze profumate.
Un mulino ad acqua forniva la farina per il comprensorio.
Dopo la seconda guerra mondiale, un vasto movimento emigratorio verso gli Stati Uniti d'America ha spopolato il piccolo borgo, passando così da circa 450 a meno di 40 abitanti. Col tempo la popolazione è diminuita a tal punto che il villaggio è ormai quasi disabitato, divenendo preda di "cacciatori di antichità", che hanno trafugato oltre a qualche dipinto e statua custoditi nella piccola chiesa, anche arredi facenti parte del patrimonio pubblico (mascherone in pietra del Settecento della fonte pubblica).
Il paese è sotto il vincolo della Sovrintendenza dei Beni Culturali.
Ogni 6 dicembre, in occasione della festa di San Nicola, un gruppo di fedeli provenienti dai paesi limitrofi, organizza la processione della statua del Santo che partendo dalla chiesa, percorre le vie del paese.

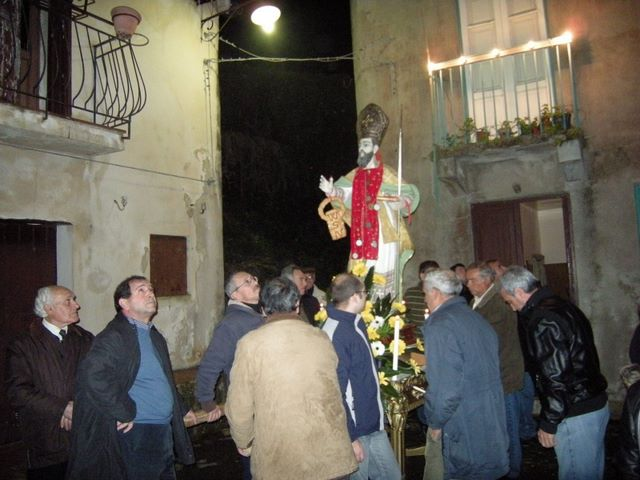
San Nicola in processione per le vie del paese

## Luoghi di culto
Chiesa di San Nicolò (XVIII secolo).

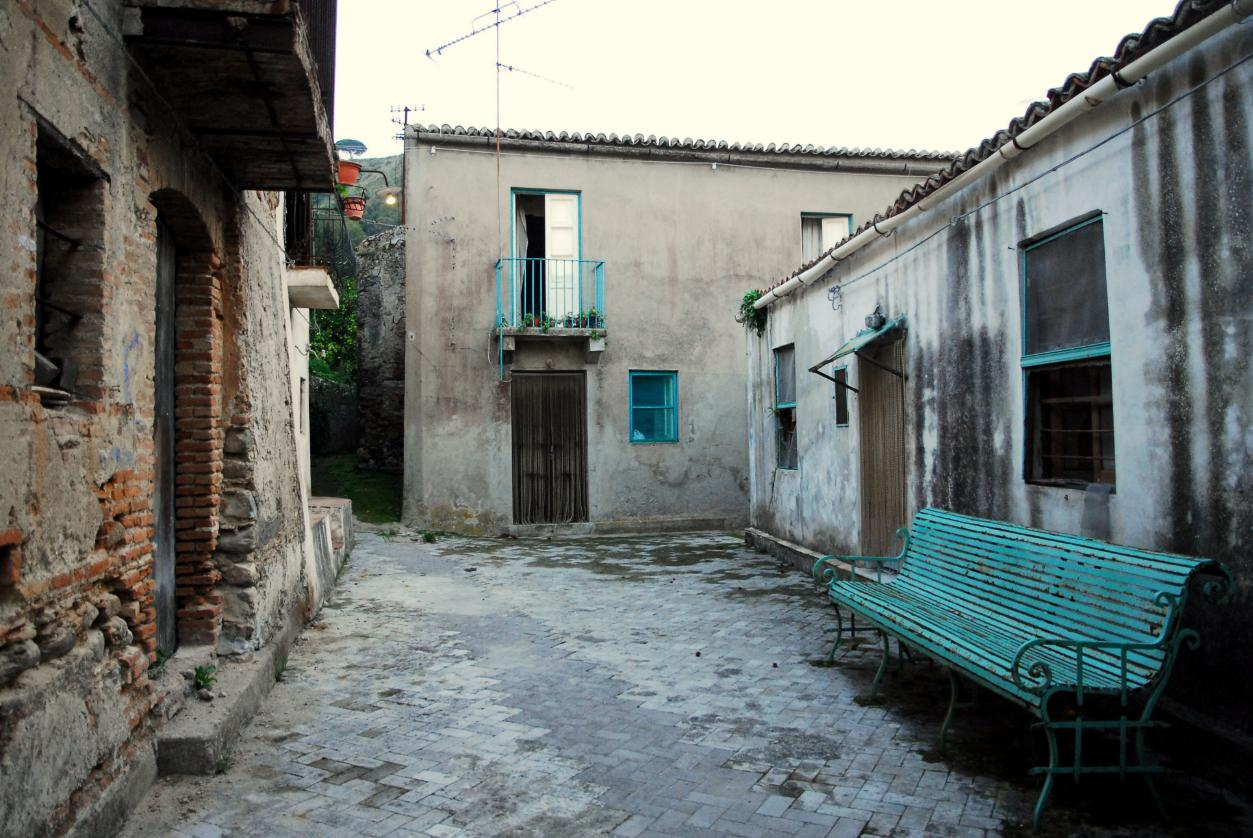
La piazza principale